# Per Magnus Lindh
Per Magnus Lindh, boktryckare, död 1843, son till Nils Magnus Lindh, boktryckare i Örebro. 
Han övertog boktryckeriet efter faderns död (1835) och inköpte V. Palmblads förlag. Han övertog därmed utgivningen av "Biografiskt Lexikon" från 6:e bandet. 
Efter Per Magnus' död 1835 kom firman i ett kritiskt skede som dock räddades av den driftige Abraham Bohlin som blev disponent 1845.